# Jordi Pineda Bono
Jordi Pineda Bono fue un historietista español, nacido en 1935 y fallecido el 23 de agosto de 2013.

## Biografía
Jordi Pineda creó Quina Trepa! para "Cavall Fort" en 1961. Se hizo luego habitual de las publicaciones de Bruguera con series como Don Próspero (1966), Ceferino el Pueblerino (1966), Don Tary (1968) y Bonifacio y Pedernal (1972).
Tras el cierre de Bruguera, trabajó para el mercado exterior a través de la agencia Bardon Art: Bucky Bug (1994-1997) para la holandesa "Donald Duck" y Herbie y Rakker para la noruega "Penny".

## Obra
| Años | Título                 | Publicación  | Editorial |
| ---- | ---------------------- | ------------ | --------- |
| 1966 | Don Próspero           | "Tío Vivo"   | Bruguera  |
| 1966 | Ceferino el Pueblerino | "Tío Vivo"   | Bruguera  |
| 1968 | Don Tary               | "Din Dan"    | Bruguera  |
| 1972 | Bonifacio y Pedernal   | "Pulgarcito" | Bruguera  |